# Airén
Airén är den mest odlade gröna druvan i Spanien, som i sin hemregion La Mancha står för 90% av de vita vinerna. Det är också världens mest odlade druvsort, sett till odlad areal. (Tack vare att den odlas glest i det torra Spanien, finns det med största sannolikhet fler vinstockar av flera andra druvsorter.) Att druvsorten trots detta är relativt okänd beror på att de flesta Airén-viner är enkla bulkviner där ingen druvsort anges på etiketten, och att en stor del av produktionen används för framställning av druvsprit, som bland annat blir basen i spansk brandy.
Airén ger i allmänhet extraktrika, men neutrala, viner med hög alkoholhalt.